# Жеваго Микола Григорович
Мико́ла Григо́рович Жева́го (* 1907, Харківщина — після 1947, Німеччина) — український художник-імпресіоніст.

## Життєпис
1932 року закінчив Харківський художній інститут, учень Миколи Бурачека. Протягом 1939—1941 років в Харківському художньому інституті викладав.
Творив як пейзажист, в напрямі історичного побуту, портретист, ілюстратор — зокрема «Гайдамаки» Т. Г. Шевченка, малював фрески.
З 1943-го року у окупованому нацистами Львові викладав в Львівській художньо-промисловій школі — разом із Костем Бульдіним, Миколою Бутовичем, Михайлом Козиком та Іваном Северою.
Багато з творчого спадку знаходиться в Німеччині.